# Клёц
Клёц — река в Смоленском районе Смоленской области России. Питает озеро Каспля. Некоторыми исследователями считается началом реки Каспля.
Длина 31 км. Исток севернее деревни Борок Смоленского района на Руднянской гряде. Направление течения: юг, потом юго-восток. Впадает в озеро Каспля у деревни Горбуны. Притоки: правые: Удра с Лелеквой, Гребелька; левый: Лойна. Площадь водосборного бассейна — 459 км².
На берегу реки Клёц в 0,5 км южнее деревни Рокот городище Рокот днепро-двинских и тушемлинских племён.